# Istvan Felkaï
Istvan Felkaï, né en 1946 et mort le 8 mai 2010, est un journaliste belge. Il fut notamment correspondant de la RTBF à Paris.